# Carlo Emanuele Asinari di San Marzano
Carlo Emanuele Asinari di San Marzano, Marchese di Caraglio (Torino, 2 settembre 1791 – Torino, 22 ottobre 1841), è stato un patriota e militare italiano, uno dei capi dei moti del 1821.

## Biografia
Nacque a Torino il 2 settembre 1791, figlio del marchese Filippo Antonio e di Polissena della Chiesa di Cinzano; era pertanto fratello, tra gli altri, di Britannio ed Ermolao. Da giovane entrò nell'esercito francese venendo decorato con la Legion d'onore. In seguito tornò nel Regno di Sardegna diventando aiutante di campo di Vittorio Emanuele I di Savoia.
Colonnello dei Dragoni, assieme a Santorre di Santa Rosa, Giacinto Provana di Collegno, Guglielmo Gribaldi Moffa di Lisio fu uno dei capi dei moti del 1821, esplosi nel Regno di Sardegna con l'iniziale, seppur tiepido, appoggio dal principe Carlo Alberto di Savoia. L'11 marzo contribuì all'occupazione della Cittadella di Alessandria e tre giorni dopo proclamò a Vercelli la costituzione spagnola. Vittorio Emanuele, posto di fronte ad una situazione generale problematica, fu costretto ad abdicare e a nominare un successore, che fu il fratello Carlo Felice di Savoia. Con l'erede a Modena, Carlo Alberto venne nominato reggente e il giorno successivo concesse la costituzione. Tuttavia l'atto venne sconfessato da Carlo Felice, il quale obbligò il reggente a lasciare Torino per riunirsi a lui. Mancato l'appoggio del principe di Savoia-Carignano, i rivoluzionari vennero sconfitti ed Asinari, condannato a morte in contumacia, andò in esilio prima in Svizzera e poi a Londra, rimanendo comunque sempre in contatto con i movimenti rivoluzionari.
Nel 1835, revocata la condanna, poté ritornare in Piemonte (anche se gli venne vietato di stabilirsi nella capitale). Negli ultimi mesi di vita gli fu permesso di tornare a Torino, dove morì il 22 ottobre 1841.

## Ascendenza
|                                                                      |                                                                        |                                                         | Genitori                                                 |  |  | Nonni |  |  | Bisnonni                                           |  |  | Trisnonni                                       |  |
|                                                                      |                                                                        |                                                         |                                                          |  |  |       |  |  | Filippo Valentino Asinari, marchese di San Marzano |  |  | Ghiron Roberto Asinari, marchese di San Marzano |  |
|                                                                      |                                                                        |                                                         |                                                          |  |  |       |  |  | Filippo Valentino Asinari, marchese di San Marzano |  |  | Ghiron Roberto Asinari, marchese di San Marzano |  |
|                                                                      |                                                                        | Maria Margherita Alfieri di Magliano                    |                                                          |  |  |       |  |  | Filippo Valentino Asinari, marchese di San Marzano |  |  |                                                 |  |
| Filippo Valentino Ignazio Asinari, marchese di San Marzano           |                                                                        |                                                         |                                                          |  |  |       |  |  | Filippo Valentino Asinari, marchese di San Marzano |  |  |                                                 |  |
|                                                                      |                                                                        | Maria Luigia Ferrero-Fieschi dei principi di Masserano  | Vittorio Amedeo Ferrero-Fieschi, V principe di Masserano |  |  |       |  |  |                                                    |  |  |                                                 |  |
|                                                                      |                                                                        | Maria Luigia Ferrero-Fieschi dei principi di Masserano  | Vittorio Amedeo Ferrero-Fieschi, V principe di Masserano |  |  |       |  |  |                                                    |  |  |                                                 |  |
|                                                                      |                                                                        | Maria Luigia Ferrero-Fieschi dei principi di Masserano  | Giovanna Irene Caracciolo dei principi di Santobuono     |  |  |       |  |  |                                                    |  |  |                                                 |  |
| Filippo Antonio Asinari dei marchesi di San Marzano                  |                                                                        | Maria Luigia Ferrero-Fieschi dei principi di Masserano  |                                                          |  |  |       |  |  |                                                    |  |  |                                                 |  |
|                                                                      |                                                                        | Giuseppe Amedeo Tommaso Dal Pozzo, marchese di Voghera  | Alfonso Enrico Dal Pozzo, III principe della Cisterna    |  |  |       |  |  |                                                    |  |  |                                                 |  |
|                                                                      |                                                                        | Giuseppe Amedeo Tommaso Dal Pozzo, marchese di Voghera  | Alfonso Enrico Dal Pozzo, III principe della Cisterna    |  |  |       |  |  |                                                    |  |  |                                                 |  |
|                                                                      |                                                                        | Giuseppe Amedeo Tommaso Dal Pozzo, marchese di Voghera  | Barbara Benedetta Roero dei marchesi di Cortanze         |  |  |       |  |  |                                                    |  |  |                                                 |  |
| Orsola Gabriella Dal Pozzo della Cisterna                            |                                                                        | Giuseppe Amedeo Tommaso Dal Pozzo, marchese di Voghera  |                                                          |  |  |       |  |  |                                                    |  |  |                                                 |  |
|                                                                      |                                                                        | Anna Gabriella Enrichetta Caresana dei conti di Carisio | Pietro Giorgio Caresana, IV conte di Carisio             |  |  |       |  |  |                                                    |  |  |                                                 |  |
|                                                                      |                                                                        | Anna Gabriella Enrichetta Caresana dei conti di Carisio | Pietro Giorgio Caresana, IV conte di Carisio             |  |  |       |  |  |                                                    |  |  |                                                 |  |
|                                                                      |                                                                        | Anna Gabriella Enrichetta Caresana dei conti di Carisio | Luigia Gabriella Doria dei marchesi di Cirié             |  |  |       |  |  |                                                    |  |  |                                                 |  |
| Carlo Emanuele Asinari di San Marzano, marchese di Caraglio          |                                                                        | Anna Gabriella Enrichetta Caresana dei conti di Carisio |                                                          |  |  |       |  |  |                                                    |  |  |                                                 |  |
|                                                                      | Gaspare Filippo Francesco Della Chiesa, marchese di Cinzano e di Roddi | …                                                       |                                                          |  |  |       |  |  |                                                    |  |  |                                                 |  |
|                                                                      | Gaspare Filippo Francesco Della Chiesa, marchese di Cinzano e di Roddi | …                                                       |                                                          |  |  |       |  |  |                                                    |  |  |                                                 |  |
|                                                                      | Gaspare Filippo Francesco Della Chiesa, marchese di Cinzano e di Roddi | …                                                       |                                                          |  |  |       |  |  |                                                    |  |  |                                                 |  |
| Vittorio Giuseppe Maria Della Chiesa, marchese di Cinzano e di Roddi | Gaspare Filippo Francesco Della Chiesa, marchese di Cinzano e di Roddi |                                                         |                                                          |  |  |       |  |  |                                                    |  |  |                                                 |  |
|                                                                      |                                                                        | Teresa Seyssel, marchesa d'Aix                          | …                                                        |  |  |       |  |  |                                                    |  |  |                                                 |  |
|                                                                      |                                                                        | Teresa Seyssel, marchesa d'Aix                          | …                                                        |  |  |       |  |  |                                                    |  |  |                                                 |  |
|                                                                      |                                                                        | Teresa Seyssel, marchesa d'Aix                          | …                                                        |  |  |       |  |  |                                                    |  |  |                                                 |  |
| Polissena Della Chiesa dei marchesi di Cinzano e Roddi               |                                                                        | Teresa Seyssel, marchesa d'Aix                          |                                                          |  |  |       |  |  |                                                    |  |  |                                                 |  |
|                                                                      |                                                                        | …                                                       | …                                                        |  |  |       |  |  |                                                    |  |  |                                                 |  |
|                                                                      |                                                                        | …                                                       | …                                                        |  |  |       |  |  |                                                    |  |  |                                                 |  |
|                                                                      |                                                                        | …                                                       | …                                                        |  |  |       |  |  |                                                    |  |  |                                                 |  |
| Enrichetta Roero dei conti di Pralormo                               |                                                                        | …                                                       |                                                          |  |  |       |  |  |                                                    |  |  |                                                 |  |
|                                                                      |                                                                        | …                                                       | …                                                        |  |  |       |  |  |                                                    |  |  |                                                 |  |
|                                                                      |                                                                        | …                                                       | …                                                        |  |  |       |  |  |                                                    |  |  |                                                 |  |
|                                                                      |                                                                        | …                                                       | …                                                        |  |  |       |  |  |                                                    |  |  |                                                 |  |
|                                                                      |                                                                        | …                                                       |                                                          |  |  |       |  |  |                                                    |  |  |                                                 |  |